# Pozorište Kameri
Pozorište Kameri (хебр. התיאטרון הקאמרי‎, HaTeatron HaKameri) je institucija kulture osnovana 1944. godine u Tel Avivu. Jedno je od vodećih pozorišta u Izraelu i dom je Centra scenske umetnosti u Tel Avivu.

## Istorija
Pozorište Kameri osnovano je sa ciljem da promoviše lokalnu pozorišnu scenu, za razliku od Pozorišta Habima koji ima korene u ruskom pozorištu. Komadi koji se prikazuju u ovom pozorištu često imaju tematiku svakodnevnog života ljudi u novonastaloj jevrejskoj državi. Samo dve nedelje od formalnog uspostavljanja Izraela u maju 1948. godine, u pozorištu Komari je odigrana pozorišna predstava Od je hodao kroz polja (הוא הלך בשדות). Ovo delo, čiji je autor Moše Šamir, adaptirano je u film u kojem glumi najmlađi Mošin sin Asi Daina.
Pozorište Kamari godišnje proizvodi oko deset komada koji se nalaze na sezonskom repertoaru uz predstave ranijih produkcija. Pozorište ima oko 34.00 pretplatnika i privlači oko 900.000 gledalaca godišnje.
Godine 2003. pozorište se seli u okviru kopleksa Centra za scensku umetnost u Tel Avivu, u kojem se nalaze i Nova izraelska opera, Gradska biblioteka i Muzej umetnosti. Pozorište ime pet auditorijuma: Kameri 1, najveća scena sa 930 mesta, Kamera 2, kapaciteta 430 mesta, Blek boks sa 250 mesta i Rehelasal hala sa 160 mesta.
Kamari pozorište pokrenulo je Fondaciju Mira sa ciljem da okupi mlade Izraelce i Palestince u zajedničkom gledanju pozorišnih komada. Takođe, pozorište ima i projekat Pozorište u obrazovanju koji okuplja srednjoškolce, studente i osobe s posebnim potrebama. Za starije osobe postoje subvencije za kupovinu ulaznica kao i simultani prevod na engleski, ruski i arapski jezik.
Generalni direktor Pozorišta Kamari jedan je od osnivača Instituta izraelske drame koji promoviše izraelsko pozorište u državi i inostranstvu.

## Nagrade i priznanja
Godine 2005, Kameri je osvojio Nagradu Izrael za svoja životna dostignuća i poseban doprinos izraelskom društvu i državi.

## Spoljašnje veze
- Cameri theatre website
- Israel Prize Official Site - CV of the Cameri Theater (in Hebrew)

32° 4′ 36.65″ N 34° 47′ 4.92″ E / 32.0768472° С; 34.7847000° И